# Bristol Airport

i7
i11
i13
Der Bristol Airport (IATA-Code: BRS, ICAO-Code: EGGD) ist der internationale Verkehrsflughafen von Bristol im Südwesten Englands. Mit 7,6 Millionen Passagieren im Jahr 2016 ist er der neuntgrößte Flughafen des Vereinigten Königreichs.

## Geschichte

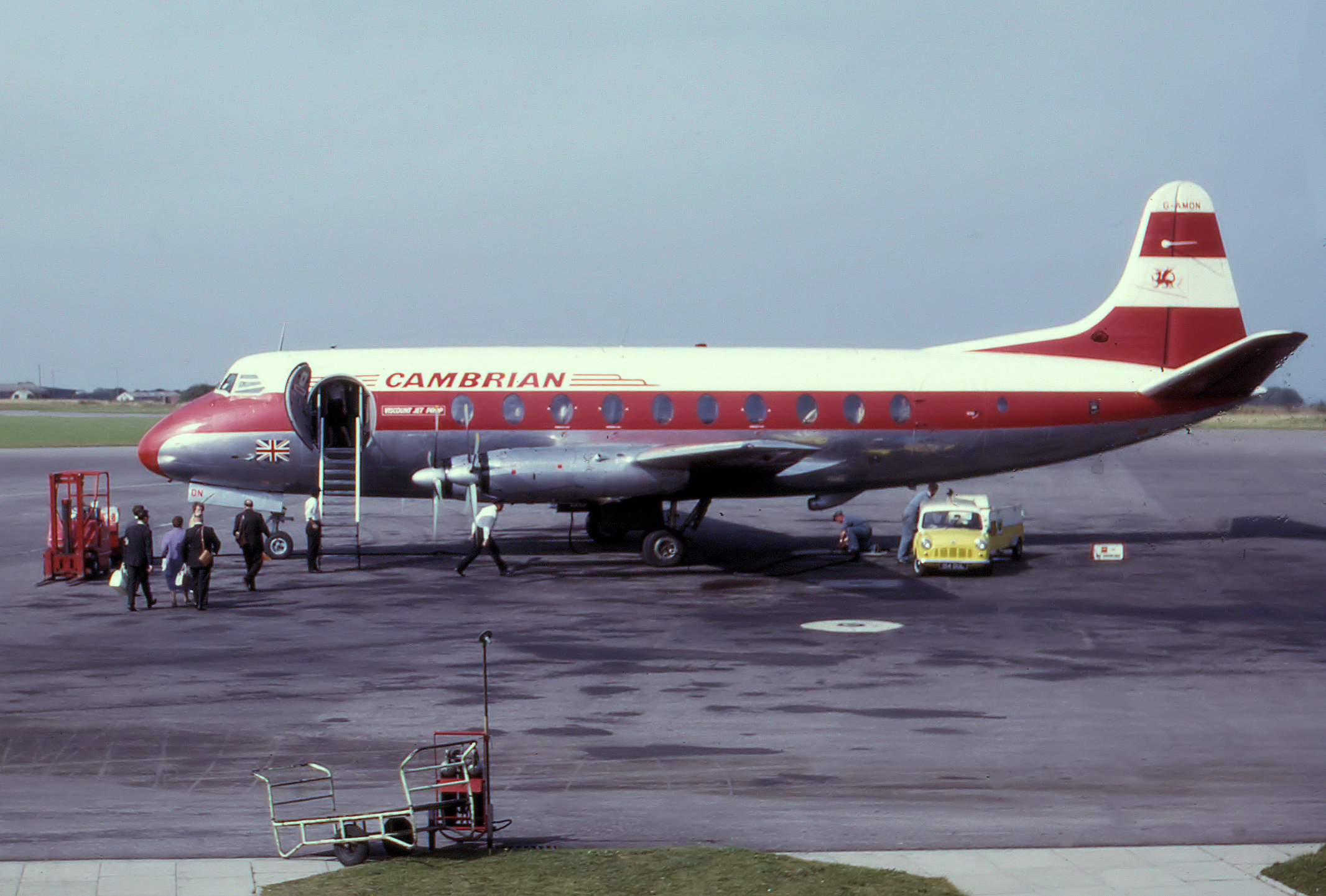
Eine Vickers Viscount der Cambrian Airways im Jahr 1963 in Bristol

Im Jahr 1929 entschied ein Fliegerverein vom Flugplatz Filton eine Farm in Whitechurch, nahe Bristol zu erwerben, um dort einen Flugplatz zu errichten. Im Jahr 1930 wurde der Bristol Airport von Prinz George eingeweiht und war zu dieser Zeit der dritte Flugplatz in England. Im ersten Betriebsjahr nutzten über 900 Passagiere den Flugplatz und 1940 schon über 4000 Fluggäste.
Während des Zweiten Weltkrieges war Bristol als einziger Zivilflughafen im Vereinigten Königreich in Betrieb und nahm alle Passagierflüge auf.
Da der Flugplatz eine längere Start- und Landebahn für die neuen Flugzeuge benötigte, aber von Wohngebieten umgeben war, entschied man, eine Militäranlage der Royal Air Force nahe Redhill, dem heutigen Standort, zum Militärflugplatz RAF Lulsgate Bottom auszubauen. Auch nach der Eröffnung des neuen Flugplatzes 1957 durch Prinzessin Marina wurde der alte Flugplatz in Whitechurch genutzt.
Im Jahr 1963 wurde die Piste verlängert und 1965 erweiterte man aufgrund des starken Passagierwachstums das Passagierabfertigungsgebäude. Drei Jahre später wurde ein neues, 460 m² großes Fluggastgebäude in Betrieb genommen.
Im Jahr 1974 löste sich die wichtigste Fluggesellschaft vor Ort auf, die Court Line, und der Flughafen litt unter dem daraus resultierenden Passagierrückgang.
Im Jahr 1996 verkaufte der Stadtrat von Bristol den Flughafen und 1997 waren 51 % Besitzanteile in den Händen von FirstGroup plc., während die Stadt Bristol die restlichen 49 % hielt. Im März 2000 wurde abermals ein neues Abfertigungsgebäude eröffnet. Im selben Jahr wurden erstmals über zwei Mio. Passagiere abgefertigt. Im Januar 2001 kauften Macquarie Bank und Cintra den Flughafen für 198 Mio. Pfund auf.
Im Mai 2005 bot Continental Airlines erstmals Direktflüge von Bristol nach Newark bei New York an, diese wurden jedoch zwischenzeitlich wieder eingestellt.
Am 5. Januar 2007 hatte der Flughafen mit der einzigen Start- und Landebahn Probleme, da deren neuer Asphaltbelag zu feucht war und es zu mehreren Zwischenfällen kam, bei denen landende Flugzeuge erst sehr spät, bzw. neben der Piste zum Stillstand kamen. Die Piste wurde am folgenden Wochenende für mehr als zwölf Stunden gesperrt. British Airways strich aus Sicherheitsbedenken vorübergehend ihre Flüge von und nach Bristol. Seit November 2007 ist Bristol eine der Basen von Ryanair.
Im Jahr 2014 wurde der kanadische Pensionsfonds Ontario Teachers’ Pension Plan (OTPP) Alleineigentümer des Flughafens. Im Jahr 2017 verkaufte der OTPP je 15 % seiner Anteile an die australische New South Wales Treasury Corporation („TCorp“) und den Sunsuper Superannuation Fund („Sunsuper“), hält seither also noch 70 %.

## Lage und Verkehrsanbindung
Der Flughafen liegt etwa 11 km südwestlich der Innenstadt Bristols an der Schnellstraße A38 und kann auch über den nahen Motorway M5 erreicht werden.
Vom Flughafen aus besteht mit den von First betriebenen Buslinien A1 und A2 eine direkte Verbindung mit Halt am Bahnhof Bristol Temple Meads in die Innenstadt von Bristol.

## Abfertigungsgebäude

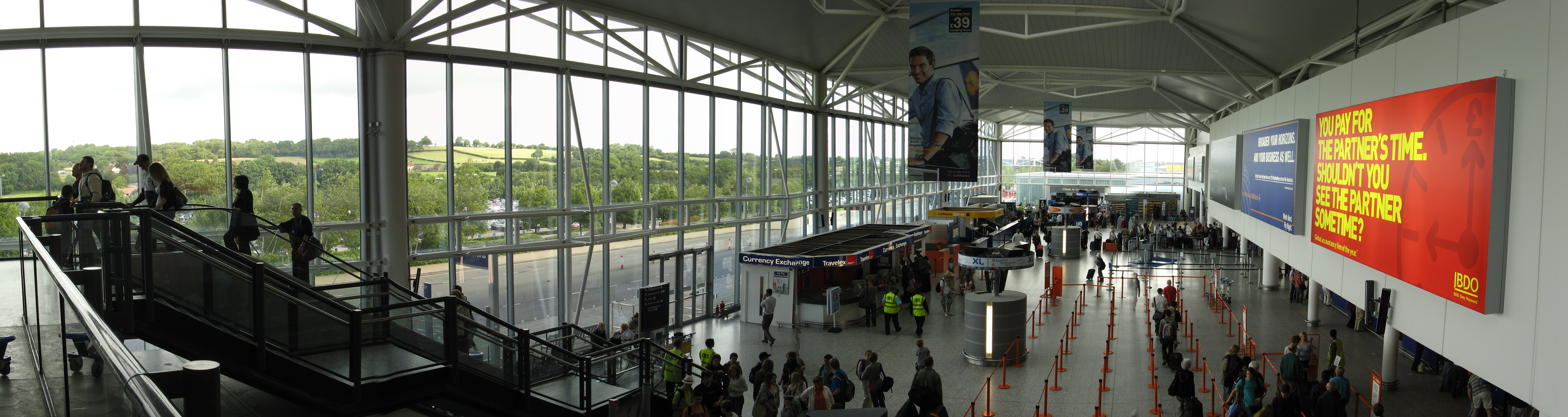
Der Check-in-Bereich des Flughafens Bristol

Der Flughafen Bristol verfügt über ein Terminal mit 50 Check-in-Schaltern und insgesamt 18 Flugsteigen (1-4, 6-16 und 23-25), die bisher nicht mit Fluggastbrücken ausgestattet sind. Daneben gibt es die üblichen Service- und Einzelhandelseinrichtungen.

## Zwischenfälle
- Am 21. September 1967 verunglückte eine Vickers Viscount 808 der irischen Aer Lingus (Luftfahrzeugkennzeichen EI-AKK) bei der Landung auf dem Flughafen Bristol-Lulsgate. Das rechte Tragflächenende und der Propeller des Triebwerks Nr. 4 schlugen auf der Landebahn auf, woraufhin der Kapitän einen Durchstartversuch einleitete. Als er Hindernisse voraus bemerkte, brach er diesen Versuch wieder ab und fuhr das Fahrwerk ein, woraufhin das Flugzeug auf dem Bauch bis zu einem Zaun rutschte. Alle 21 Insassen, die vier Besatzungsmitglieder und 17 Passagiere, überlebten. Das Flugzeug wurde irreparabel beschädigt.[6]

- Am 19. Januar 1970 wurde eine Vickers Viscount 701 der britischen Cambrian Airways (G-AMOA) bei einer harten Landung auf dem Flughafen Bristol-Lulsgate irreparabel beschädigt. Alle 63 Insassen, die vier Besatzungsmitglieder und 59 Passagiere, überlebten.[7]